# István Antal (Eishockeyspieler, 1958)
István Antal (* 18. September 1958 in Frumoasa; † 9. Januar 2009 in Miercurea Ciuc) war ein rumänischer Eishockeyspieler, -trainer und -funktionär. Er zählte zu den erfolgreichsten Sportlern der Stadt Miercurea Ciuc.
Antal, der der ungarischen Minderheit von Siebenbürgen angehörte, begann erst im Alter von 14 Jahren mit dem Eishockey. Schon mit 19 Jahren spielte er in der A-Mannschaft des SC Miercurea Ciuc, wo er bis 1986 unter Vertrag stand. Er wurde in der erfolgreichsten Periode des rumänischen Eishockeys Mitglied der Nationalmannschaft und nahm mit dieser 1980 an den Olympischen Winterspielen in Lake Placid teil. Wegen einer Schulterverletzung musste er jedoch kurze Zeit später seine aktive Karriere beenden.
Anschließend war er als Trainer zuerst in Bălan tätig. 1998 kam er wieder zum SC Miercurea Ciuc zurück. Mit dem Verein gewann er 2000 die rumänische Meisterschaft. Neben den Herren trainierte er auch die Damenmannschaft.
Nachdem er später als Trainer zurückgetreten war, wechselte er in die Vereinsleitung und war seitdem als Manager tätig. Unter seiner Leitung gewann der Sportclub noch drei rumänische Meistertitel. Der berühmte und von den Sportfans geehrte Mannschaftsleiter gilt als Gründer der gemeinsam veranstalteten ungaro-rumänischen MOL Liga, in der Teams aus Ungarn und Rumänien teilnehmen. Sein Sohn István Antal junior spielt seit 2002 beim SC Miercurea Ciuc sowie in der Nationalmannschaft.
Istvan Antal starb am 9. Januar 2009 nach einem Herzinfarkt.